# Găneasa (Olt)
Pour les articles homonymes, voir Găneasa.
Găneasa est une commune du județ d'Olt en Roumanie.